# Ігор Вайсбанд

Ігор Вайсбанд

І́гор Дави́дович Ва́йсбанд (Igor Weisband; публікувався також під прізвищем Онуфрієнко; (30 листопада 1951, Київ, Українська СРР — 4 вересня 2018, Дюсельдорф, Німеччина) — програміст, один із перших соціоніків. Створив перший тест на визначення соціонічного типу та перший посібник з соціоніки.
Закінчив Ленінградський інститут точної механіки та оптики (ЛІТМО), кафедра обчислювальної техніки. Жив і працював у Києві. В 1992 році емігрував до Німеччини.
5 вересня 2018 року був знайдений мертвим у своїй квартирі, причина смерті – серцевий напад. Похований у м. Дортмунд, Німеччина.

## Соціонічна діяльність
Починаючи з 1985 року зробив спробу заповнити вакуум, що існував у той час у соціоніці з описами типів (на той час Аушра Ауґустінавічюте написала лише 7 описів типів з 16 — останні так і не були завершені, окрім того, були украй стислі описи у «Дуальній природі»). Вайсбанд попросив багатьох соціонів, вже впевнених у своїх типах, створити описи «від першої особи». Потім, «відфільтрувавши» ці описи від позатипних чинників  згідно з Моделлю А, він і створив перший на той час підручник з соціоніки «Робочі матеріали» (1-а версія — 1985). Підручник неодноразово допрацьовувався і кілька разів публікувався зі скороченнями. Іноді Вайсбанд публікувався під псевдонімом "Онуфрієнко" (це прізвище його дружини).
Окрім цього, Вайсбанду належить заслуга того, що соціоніка стала відома у найвіддаленіших куточках Радянського Союзу. Як соціонічний консультант підприємств, він об'їздив багато міст, де згодом виникли соціонічні групи.

## Публікації
Тут наведено головні публікації автора. Під публікаціями вказано перепублікації та чорнові варіанти робіт:
- Онуфрієнко І. Д. Соціоніка // Наука і суспільство, Київ, 1990, N№ 1–5.
  - Вайсбанд И. Д. Рабочие материалы по соционике. Рукопись, 1985—1987.
  - Вайсбанд И. Д. Соционика. Определите свой тип. — К., 1992. — 52 с.
  - Вайсбанд И. Д. Кто я такой? Немного о соционике. // Знание — сила, 1992, №№ 1, 3—10, 12.
- Онуфриенко И. Д. Как реализовать Ваши сильнейшие психические функции // Соционика (информационный бюллетень), Киев—Новосибирск, 1990, № 1, с. 35—42.
- Онуфриенко И. Д. Формула типа личности // Соционика (информационный бюллетень), Киев—Новосибирск, 1990, № 1, с. 7—16.
- Онуфриенко И. Д. Соционика: если Гамлет дружит с Горьким… // ЭКО, 1990, № 1.
- Вайсбанд И.Д. 5000 лет информатики. - М.: Черная белка, 2010

## Сім'я
Дочка, Марина Вайсбанд - політичний діяч, одна з керівників Піратської партії Німеччини (нім. Piratenpartei Deutschland).